# Ranst
Ranst là một đô thị ở tỉnh Antwerp. Đô thị này gồm các thị trấn Broechem, Emblem, Oelegem và nội ô Ranst. Tại thời điểm ngày 1 tháng 1 năm 2006, Ranst có dân số 17.827 người. Tổng diện tích là 43,58 km² với mật độ dân số là 409 người trên mỗi km².

## Nhân vật nổi bật
- Jozef Simons, (1888-1948), nhà văn kiêm nhà thơ